# Selene brownii
la lamparosa hacha (Selene brownii) es una especie de peces de la familia Carangidae en el orden de los Perciformes.

## Morfología
• Los machos pueden llegar alcanzar los 29 cm de longitud total.

## Distribución geográfica
Se encuentra desde México hasta Colombia y Brasil, y desde Cuba hasta Guadalupe.